# Équipe du Nigeria de football à la Coupe du monde 1998
Cet article relate le parcours de l’équipe du Nigeria de football lors de la Coupe du monde de football de 1998 organisée en France du 10 juin au 12 juillet 1998. C'est la deuxième participation du pays dans la compétition.

## Le Nigeria privé de CAN mais aussi de Mondial 98?

### La dictature militaire de Sani Abacha
Alors que le Nigeria est une équipe performante sur les plans continental et international, le contexte politique au Nigeria joue en sa défaveur : le coup d'état militaire de novembre 1993 qui met en place Sani Abacha et la mise en place de la dictature militaire entre 1993 et 1998.
L'élection présidentielle du 12 juin 1993, qui avait donné vainqueur Moshood Abiola à 58% a été annulé par le général Ibrahim Babangida. Quant au vainqueur déclaré, il ne sera jamais président de son pays et est emprisonné le 23 juin 1994 à Lagos. Plus tard en novembre 1993, le Général Sani Abacha se proclame chef de l’État, supprime toutes les institutions démocratiques et remplace de nombreux fonctionnaires civils par des chefs militaires. Il nomme un Conseil de gouvernement provisoire constitué essentiellement de généraux et de fonctionnaires de police, qui doit superviser un Conseil exécutif fédéral, constitué de civils.
Il contrôle d'une main de fer le pays et à la suite de la pendaison de l'écrivain Ken Saro Wiwa et de huit autres militants ogoni, le 10 novembre 1995, opposés à la politique pétrolière menée dans la région, ce qui est dénoncé par le prix Nobel de littérature Wole Soyinka, cela entraîne l'isolement diplomatique du Nigeria.

### Les conséquences pour les sportifs nigérians

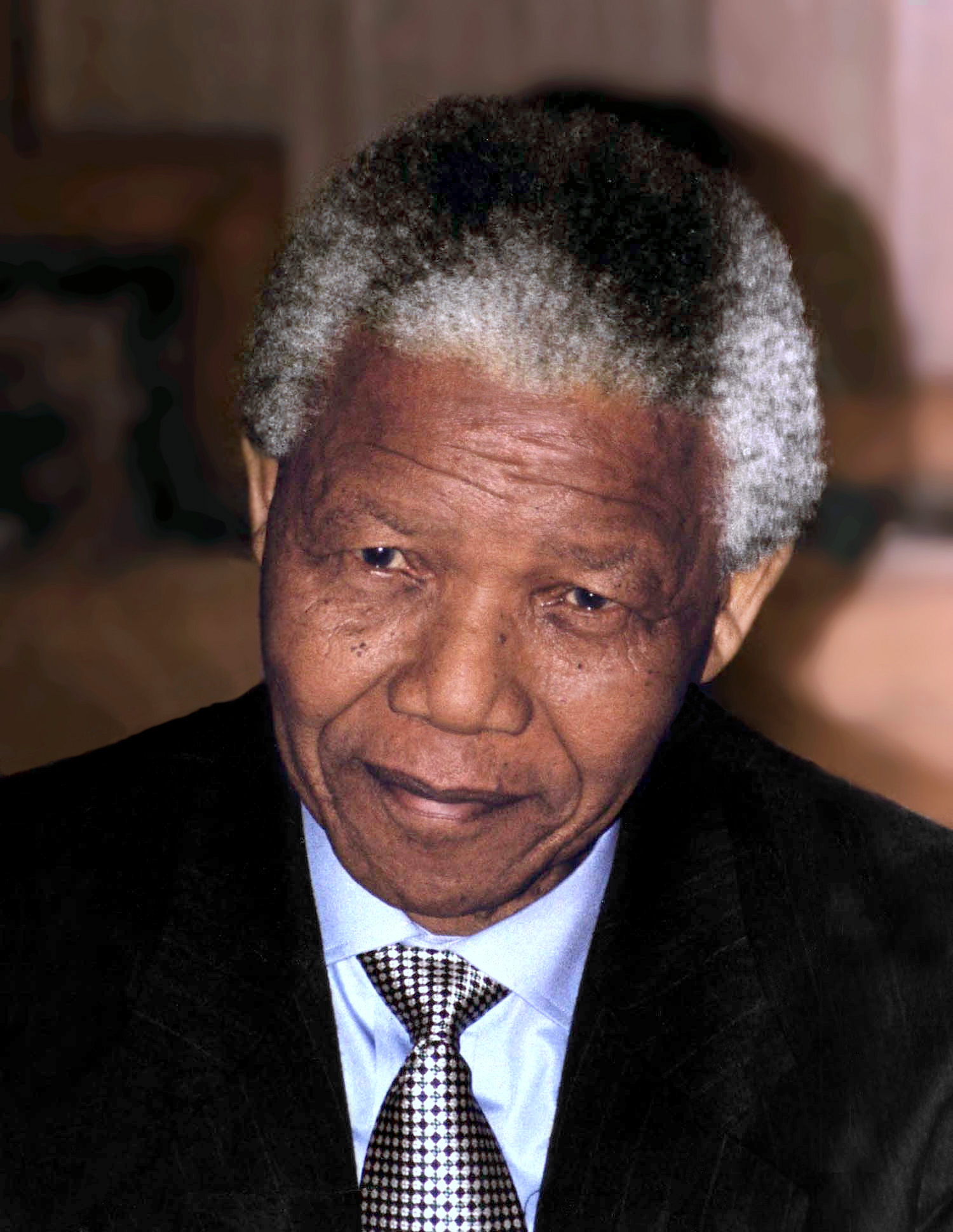
Le président sud-africain Nelson Mandela s'oppose à la dictature nigériane de Sani Abacha et cette tension entre les deux protagonistes engendre le retrait des Super Eagles de la CAN 1996, organisée en Afrique du Sud.

Mais pour les footballeurs nigérians, l'impact de la politique est importante : vainqueurs de la CAN 1994, les Super Eagles doivent défendre leur titre lors de l'édition suivante en Afrique du Sud. Mais les tensions entre le président sud-africain Nelson Mandela et le Nigérian Sani Abacha ont incité ce dernier à forcer la sélection à ne pas défendre leur titre, sous le prétexte d'un manque de sécurité dans le pays mais les vraies raisons sont le refus d'accepter les critiques émises par Nelson Mandela au sujet des droits de l'Homme au Nigeria et de l'exécution de neuf personnes défendant les droits de l'Homme. Cela entraine ainsi le forfait de l'équipe, mais aussi le bannissement pour la CAN 1998 par la CAF.
De plus, les manquements aux droits de l'Homme et à la démocratie au Nigeria conduisent les instances internationales à condamner le pays sur la scène internationale. Le Nigeria est exclu du Commonwealth en 1995, mais fait l'objet de sanctions et d'un embargo de l'Union européenne, surtout voulus par la député européenne Glenys Kinnock qui demande l'exclusion de la sélection nigériane du Mondial 1998. Cependant, au regret de la député britannique, la France accepte la sélection nigériane, alors que c'est une violation de l'embargo de l'UE sur l'invitation de personnalités sportives en Europe.

## Compétition

### Camp de base: le Château de Bellinglise

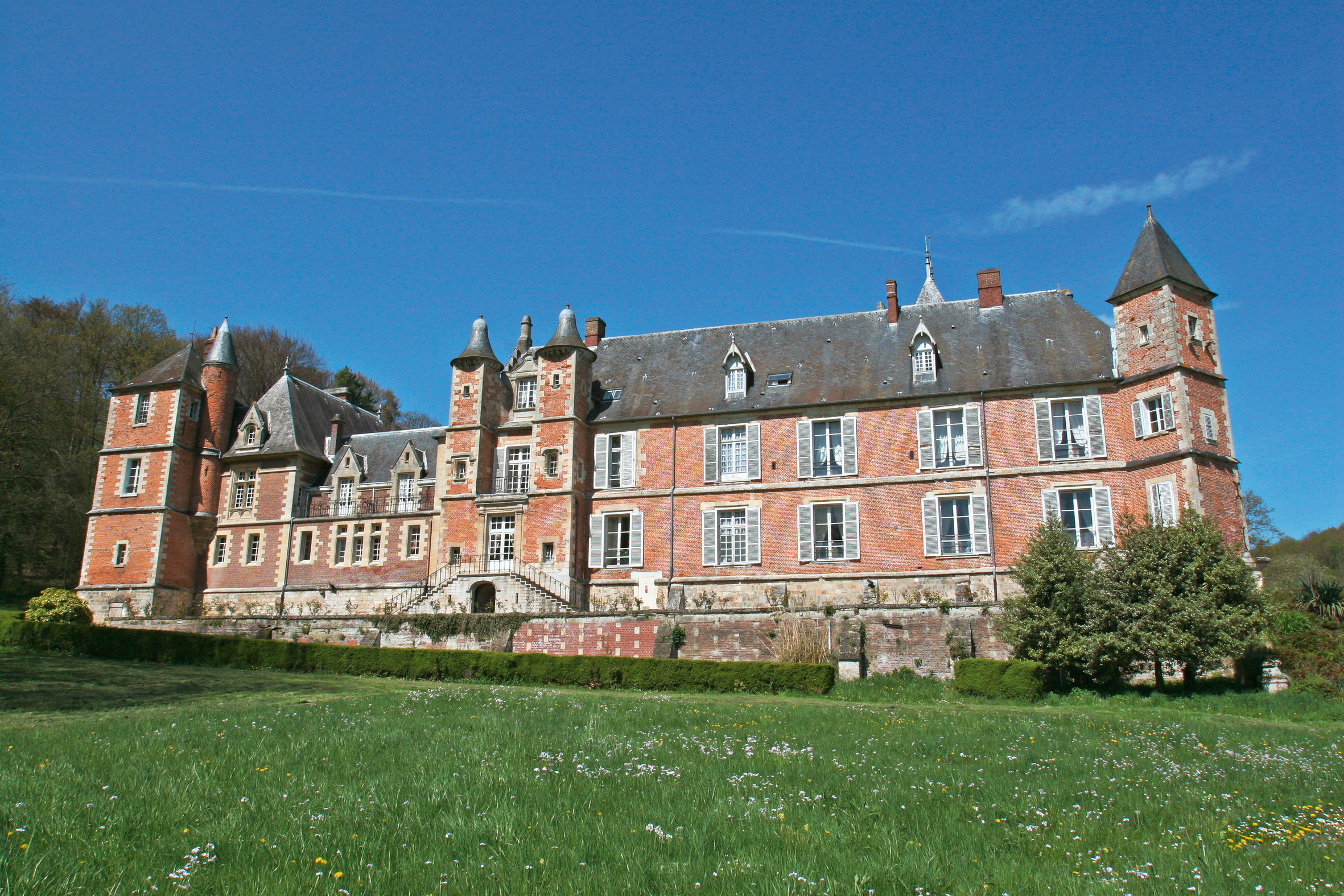
Le Château de Bellinglise est le camp de base des Nigérians durant le Mondial 1998.

Pour ce Mondial en France, trois sélections choisissent l'Oise comme camp de base : l'Espagne, l'Italie et le Nigeria. Alors que les Espagnols choisissent Chantilly et les Italiens la ville de Gouvieux, les Nigérians se choisissent après une légère hésitation le château de Bellinglise, un établissement quatre étoiles, à Élincourt-Sainte-Marguerite, un village de 763 habitants lors du recensement de 1999.
Ils s'installent le 6 juin 1998, le lendemain de la défaite contre les Pays-Bas, et s'entraînent au stade de Ressons-sur-Matz,.
Un problème a lieu : le contrat signé entre la Fédération du Nigeria de football et le propriétaire du château Guy Matricon établit un séjour du 6 au 30 juin et la qualification en huitième-de-finale n'était pas prévu par les dirigeants nigérians, d'où des négociations dès le 27 juin. Les Nigérians disent apprécier le complexe hôtelier.
Comme le révèle Taribo West en avril 2020 dans une interview au journal nigérian Complete Sports Nigeria, avant la veille du match Danemark-Nigeria, les joueurs ont ramené des femmes africaines durant la soirée au château et c'est pourquoi les Nigérians étaient en méforme lors du huitième-de-finale,.

### Premier tour
| Classement final |          |     |   |   |   |   |    |    |      |
|                  | Équipe   | Pts | J | G | N | P | BP | BC | Diff |
| 1                | Nigeria  | 6   | 3 | 2 | 0 | 1 | 5  | 5  | 0    |
| 2                | Paraguay | 5   | 3 | 1 | 2 | 0 | 3  | 1  | +2   |
| 3                | Espagne  | 4   | 3 | 1 | 1 | 1 | 8  | 4  | +4   |
| 4                | Bulgarie | 1   | 3 | 0 | 1 | 2 | 1  | 7  | -6   |

| 12 juin | Paraguay | 0 | 0 | Bulgarie |
| 13 juin | Nigeria  | 3 | 2 | Espagne  |
| 19 juin | Paraguay | 0 | 0 | Espagne  |
| 19 juin | Nigeria  | 1 | 0 | Bulgarie |
| 24 juin | Espagne  | 6 | 1 | Bulgarie |
| 24 juin | Nigeria  | 1 | 3 | Paraguay |

#### Espagne - Nigeria
| 13 juin 1998                        | Espagne               | 2 - 3   | Nigeria                                          | Stade de la Beaujoire, Nantes                        |                                                      |
| 14 h 30 · Historique des rencontres | Hierro 21e · Raúl 47e | (1 - 1) | 24e Adepoju · 73e (csc) Zubizarreta · 78e Oliseh | Spectateurs : 35 500 Arbitrage : Esfandiar Baharmast | Spectateurs : 35 500 Arbitrage : Esfandiar Baharmast |
| 14 h 30 · Historique des rencontres | Rapport               |         |                                                  | Spectateurs : 35 500 Arbitrage : Esfandiar Baharmast | Spectateurs : 35 500 Arbitrage : Esfandiar Baharmast |

#### Nigeria - Bulgarie
| 19 juin 1998                        | Nigeria    | 1 - 0   | Bulgarie | Parc des Princes, Paris                               |                                                       |
| 17 h 30 · Historique des rencontres | Ikpeba 28e | (1 - 0) |          | Spectateurs : 45 500 Arbitrage : Mario Sánchez Yantén | Spectateurs : 45 500 Arbitrage : Mario Sánchez Yantén |
| 17 h 30 · Historique des rencontres | Rapport    |         |          | Spectateurs : 45 500 Arbitrage : Mario Sánchez Yantén | Spectateurs : 45 500 Arbitrage : Mario Sánchez Yantén |

#### Nigeria - Paraguay
| 24 juin 1998                       | Nigeria   | 1 - 3   | Paraguay                             | Stade municipal, Toulouse                         |                                                   |
| 21 h 0 · Historique des rencontres | Oruma 11e | (1 - 1) | 2e Ayala · 58e Benítez · 86e Cardozo | Spectateurs : 33 500 Arbitrage : Pirom Un-Prasert | Spectateurs : 33 500 Arbitrage : Pirom Un-Prasert |
| 21 h 0 · Historique des rencontres | Rapport   |         |                                      | Spectateurs : 33 500 Arbitrage : Pirom Un-Prasert | Spectateurs : 33 500 Arbitrage : Pirom Un-Prasert |

### Huitième de finale

#### Nigeria - Danemark
| 28 juin 1998                       | Nigeria       | 1 - 4   | Danemark                                           | Stade de France, Saint-Denis               |                                            |
| 21 h 0 · Historique des rencontres | Babangida 77e | (0 - 2) | 3e Møller · 12e B. Laudrup · 58e Sand · 76e Helveg | Spectateurs : 77 000 Arbitrage : Urs Meier | Spectateurs : 77 000 Arbitrage : Urs Meier |
| 21 h 0 · Historique des rencontres | Rapport       |         |                                                    | Spectateurs : 77 000 Arbitrage : Urs Meier | Spectateurs : 77 000 Arbitrage : Urs Meier |